# كارولين راسيل
كارولين راسيل هي لاعبة الاسكواش كندية، ولدت في 18 مايو 1974 في مونتريال في كندا.

## وصلات خارجية
- كارولين راسيل على موقع SquashInfo.com (الإنجليزية)